# Совхозный (Краснодарский край)
Совхо́зный — посёлок в Славянском районе Краснодарского края.
Административный центр Прибрежного сельского поселения.

## География

### Улицы
| - пер. Камышовый, - пер. Розовый, - пер. Ягодный, - ул. 70 лет Октября, - ул. Абрикосовая, - ул. Агрономическая, - ул. Грушовая, - ул. Заводская, - ул. Звёздная, - ул. Зелёная, - ул. Интернатная, - ул. Калиновая, | - ул. Каштановая, - ул. Кирпичная, - ул. Кооперативная, - ул. Лимонная, - ул. Малая, - ул. Молодёжная, - ул. Набережная, - ул. Народная, - ул. Озёрная, - ул. Парковая, - ул. Полевая, - ул. Поперечная, | - ул. Производственная, - ул. Профессиональная, - ул. Прохладная, - ул. Рябиновая, - ул. Садовая, - ул. Сиреневая, - ул. Сосновая, - ул. Спокойная, - ул. Строительная, - ул. Школьная, - ул. Юбилейная. |

## Социальная сфера
ДОУ 41
СОШ 6
сельский Дом культуры Прибрежный
Библиотека
ДЮСШ Виктория
Стадион
отделение Сбербанка
отделение Почтовой связи
Нотариальная контора
Фельдшерско-акушерский пункт
Кафе, Бар
Гостиница
более 10 магазинов

## Население
| 2002 | 2010  | 2021  |
| ---- | ----- | ----- |
| 3866 | ↗4226 | ↗4847 |